# Diocese de Formosa (Argentina)
A Diocese de Formosa (em latim: Dioecesis Formosae) é uma diocese localizada na cidade de Formosa, pertencente a Arquidiocese de Resistencia na Argentina. Foi fundada em 11 de fevereiro de 1957 pelo Papa Pio XII. Com uma população católica de 481.970 habitantes, sendo 85,1% da população total, possui 30 paróquias com dados de 2017.

## História
A Diocese de Formosa foi criada em 11 de fevereiro de 1957 da então Diocese de Resistencia, essa por sua vez elevada à condição de arquidiocese em. 28 de fevereiro de 1984. 

## Lista de bispos
A seguir uma lista de bispos desde a criação da diocese. 
|                 | Nome                                   | Período    | Notas  |
| Bispos          | Bispos                                 | Bispos     | Bispos |
| --------------- | -------------------------------------- | ---------- | ------ |
| 3º              | José Vicente Conejero Gallego          | 1998-atual |        |
| 2º              | Dante Carlos Sandrelli                 | 1978-1998  |        |
| 1º              | Raúl Marcelo Pacífico Scozzina, O.F.M. | 1957-1978  |        |
| Bispo-coadjutor |                                        |            |        |
|                 | José Vicente Conejero Gallego          | 1996-1998  |        |
| Bispo-auxiliar  |                                        |            |        |
|                 | Dante Carlos Sandrelli                 | 1976-1978  |        |